# المجلس الأمريكي لعلاج جذور الأسنان
 المجلس الأمريكي للعلاج جذور الأسنان (بالإنجليزية: American Board of Endodontics)‏ هو هيئة تصديق بالولايات المتحدة لتخصص علاج الجذور، وقد تأسست في عام 1956، برعاية الجمعية الأمريكية لأطباء الأسنان. فالمجلس هو واحد من تسعة مجالس متخصصة في طب الأسنان معترف بها من قبل جمعية طب الأسنان الأمريكية.